# Belvoir Castle
Belvoir Castle är ett stately home nära staden Grantham i Leicestershire, Midlands i England. Redan under normandisk tid stod en borg på Belvoir Castles domäner. Den kom senare att bli en viktig bastion för rojalisterna under det engelska inbördeskriget i mitten av 1600-talet.
Slottet med dess domäner har ägts av ätten Manners sedan 1508 då George Manners ärvde det av sin mor. Hans son utnämndes till earl av Rutland och denna titel uppgraderades till hertig av Rutland 1703. I början av 1800-talet byggdes hela slottet om, efter en eldsvåda, av 5:e hertigens maka, lady Elisabeth Howard, efter ritningar av James Wyatt till en imposant anläggning i nygotik.
Slottet är numera öppet för allmänheten, men hertigen av Rutland med familj bebor fortfarande en del av slottet.